# IC 2946
IC 2946 је спирална галаксија у сазвјежђу Велики медвјед која се налази на листи објеката дубоког неба у Индекс каталогу.
Деклинација објекта је + 32° 15' 11" а ректасцензија 11h 37m 29,6s. Привидна величина (магнитуда) објекта IC 2946 износи 14,2 а фотографска магнитуда 15,1. IC 2946 је још познат и под ознакама CGCG 186-13, NPM1G +32.0281, PGC 35984.